# Hampton Gay
Hampton Gay är en by i civil parish Hampton Gay and Poyle, i distriktet Cherwell, i grevskapet Oxfordshire, i England. Byn är belägen 10 km från Oxford. Hampton Gay var en civil parish fram till 1932 när blev den en del av Hampton Gay and Poyle. Civil parish hade 28 invånare år 1931.